# Joe Johnson (snookerspelare)
Joe Johnson, född 29 juni 1952 i Bradford, är en engelsk före detta snookerspelare. Han är mest känd för att mycket överraskande ha blivit världsmästare 1986.
Johnson hade före VM 1986 aldrig vunnit en match i The Crucible Theatre, där VM spelas. Oddset på att han skulle vinna var 150:1. Han gick dock ända till final, och mötte där 1980-talets gigant Steve Davis. Johnson gavs förstås inte en chans i förhandstipsen, men mot alla odds vann han även finalen, med 18-12. Johnson är, tillsammans med 2005 års segrare Shaun Murphy, alla tiders mest oväntade VM-segrare.
Av alla förstagångsvinnare i The Crucible Theatre, är faktiskt Joe Johnson den som gjort bäst ifrån sig året därpå. Ingen förstagångsvinnare har lyckats försvara sin titel (detta kallas The Crucible Curse), men Joe Johnson gick mycket oväntat till final även året därpå, där dock Steve Davis fick revansch. Den ende förutom Johnson som gått ända till final året efter sin första vinst är Ken Doherty, som dock inte lyckades vinna lika många frames som Joe Johnson gjorde i sin andra final.
Joe Johnson vann aldrig någon mer rankingtitel, och bara en annan professionell turnering över huvud taget: Scottish Masters 1987. Han avslutade sin aktiva karriär 2004 och blev expertkommentator på Eurosport.